# Jean-Joseph Dassy
Jean-Joseph Dassy (Marsiglia, 27 dicembre 1791 – Marsiglia, 27 luglio 1865) è stato un pittore francese specializzato nell'illustrazione di scene della storia francese.
Era fratello di Louis Toussaint Dassy, fondatore di un istituto per ragazzi ciechi.

## Biografia
Jean-Joseph Dassy è nato il 27 dicembre 1791 a Marsiglia. Suo padre fu un marmista. Suo fratello minore Louis Toussaint Dassy è destinato al sacerdozio mentre i suoi due fratelli più giovani, Pierre e Hippolyte, aiutano il padre nella sua bottega di marmo. Tre delle sue sorelle sono religiose. Primo allievo di Innocent Goubaud e Augustin Aubert alla Scuola di Belle Arti di Marsiglia, andò poi a Parigi dove, dal 1817, divenne uno dei migliori studenti di Girodet-Trioson che disse di lui «Dassy vincerà tutti se sa come buttarsi in avanti, ma temo la sua modestia e timidezza». Nel 1819 espose all'omonimo salone, Noè fuori dall'arca acquistata dalla casa del re, e nel 1825 la Maddalena penitente che gli guadagnò una medaglia e che poi offrirà al Museo di Marsiglia. 
Nel 1825 andò a Roma per migliorarsi. Dal 1823 al 1826 eseguì notevoli litografie dopo i dipinti di Girodet-Trioson: Mustapha, Mordecai, Galathé, Hero e Leander e Scene dell'Eneide. Ritorna nella sua città natale durante gli eventi della rivoluzione di luglio e rifiuta di sostituire il suo ex maestro Aubert alla guida della Scuola di Belle Arti. Nel Salon del 1831 espone due composizioni religiose: L'educazione della Vergine e Cristo nella tomba. Ha fatto un secondo soggiorno a Roma (1833-1836). Di ritorno a Parigi, espone regolarmente fra il 1837 e il 1844: Adorazione dei Magi, Battaglia di Saucourt-en-Vimeu (Versailles), La morte di San Luigi (Cattedrale di Arras) e Combattimento unico di Roberto, duca di Normandia e un guerriero musulmano sotto le mura di Antiochia, Sileno e dei pastori, Maria Maddalena nella grotta di Patmos, il cardinale de la Tour d'Auvergne (Cattedrale di Arras) e Assunzione. Lasciò definitivamente Parigi per ritirarsi a Marsiglia, dove entrò all'Accademia di Marsiglia il 23 maggio 1844.
Nel 1845 fu nominato curatore del Museo di Marsiglia, carica che mantenne fino alla sua morte. Ha prodotto solo alcuni dipinti per le chiese locali: la chiesa di Saint-Lazare, la chiesa di Trinidad-la Palud e altre. Morì il 27 luglio 1865, vittima di un'epidemia di colera. Il suo elogio funebre e quello di Dominique Papety e Aubert saranno pronunciati durante la sessione del 13 giugno 1869 dell'Accademia di Marsiglia del pittore Dominique Antoine Magaud.